# Vùng thủ đô
Vùng thủ đô, hoặc vùng thủ đô quốc gia, là thuật ngữ chung chỉ thành phố thủ đô và khu vực xung quanh ở một đất nước hay một đơn vị hành chính dưới quốc gia. Ở cấp quốc gia có các ví dụ:
| Tên gọi của vùng thủ đô                             | Nước              |
| --------------------------------------------------- | ----------------- |
| Lãnh thổ thủ đô Australia                           | Australia         |
| Vùng thủ đô Brussels                                | Bỉ                |
| Vùng thủ đô quốc gia                                | Canada            |
| Vùng thủ đô Copenhagen                              | Đan Mạch          |
| Quận quốc gia                                       | Cộng hòa Dominica |
| Vùng thủ đô quốc gia/Vùng thủ đô quốc gia New Delhi | Ấn Độ             |
| Lãnh thổ thủ đô quốc gia New Delhi                  | Ấn Độ             |
| Vùng thủ đô                                         | Nhật Bản          |
| Vùng thủ đô quốc gia                                | Philippines       |
| Vùng thủ đô Seoul                                   | Hàn Quốc          |
| Vùng thủ đô Hà Nội                                  | Việt Nam          |

Ở cấp hành chính dưới quốc gia có các ví dụ sau:
| Tên vùng thủ đô        | Đơn vị hành chính dưới quốc gia |
| ---------------------- | ------------------------------- |
| Quận thủ đô            | British Columbia                |
| Quận thủ đô            | New York                        |
| Vùng đô thị Harrisburg | Pennsylvania                    |